# Gramophonedzie
Marko Milicevic (Sérvio: Марко Милићевић), mais conhecido como Gramophonedzie (Грамофонџије, Gramofondžije), é um DJ sérvio. 
Ele começou sua carreira no ano de 2000 como participante no RedBull Music Academy Irlanda. Milicevic é conhecido por produzir as canções tema dos Balcãs para as versões do programa de TV Big Brother. Ele também já tocou em eventos ao lado de Tom Novy, Basement Jaxx, Jack Júnior e Bob Sinclar. Seu single de estréia "Why Don't You" foi lançado no Reino Unido em 1 de março de 2010, o single entrou no UK Singles Chart em 7 março de 2010, na 12ª posição.
De acordo com a sua conta Myspace, ele estava em turnê por 11 países, entre junho e setembro de 2010. Ele passou por Reino Unido, Polônia, Itália, Croácia, Eslovénia, Roménia, Bélgica, Portugal e Macedónia.

## Discografia

### Singles
| Ano  | Música           | Posição nas paradas | Posição nas paradas | Posição nas paradas | Posição nas paradas |
| Ano  | Música           | BEL                 | NL                  | UK                  | UK Dance            |
| ---- | ---------------- | ------------------- | ------------------- | ------------------- | ------------------- |
| 2010 | "Why Don't You"  | 7                   | 17                  | 12                  | 1                   |
| 2010 | "Out of My Head" | —                   | —                   | —                   | —                   |

## Prêmios e indicações
| Ano  | Prêmio                      | Categoria         | Resultado |
| 2010 | MTV Europe Music Awards     | Best Adriatic Act | Venceu    |
| 2010 | Serbian Oscar Of Popularity | E-Oscar           | Indicado  |